# St. Martinus (Qualburg)

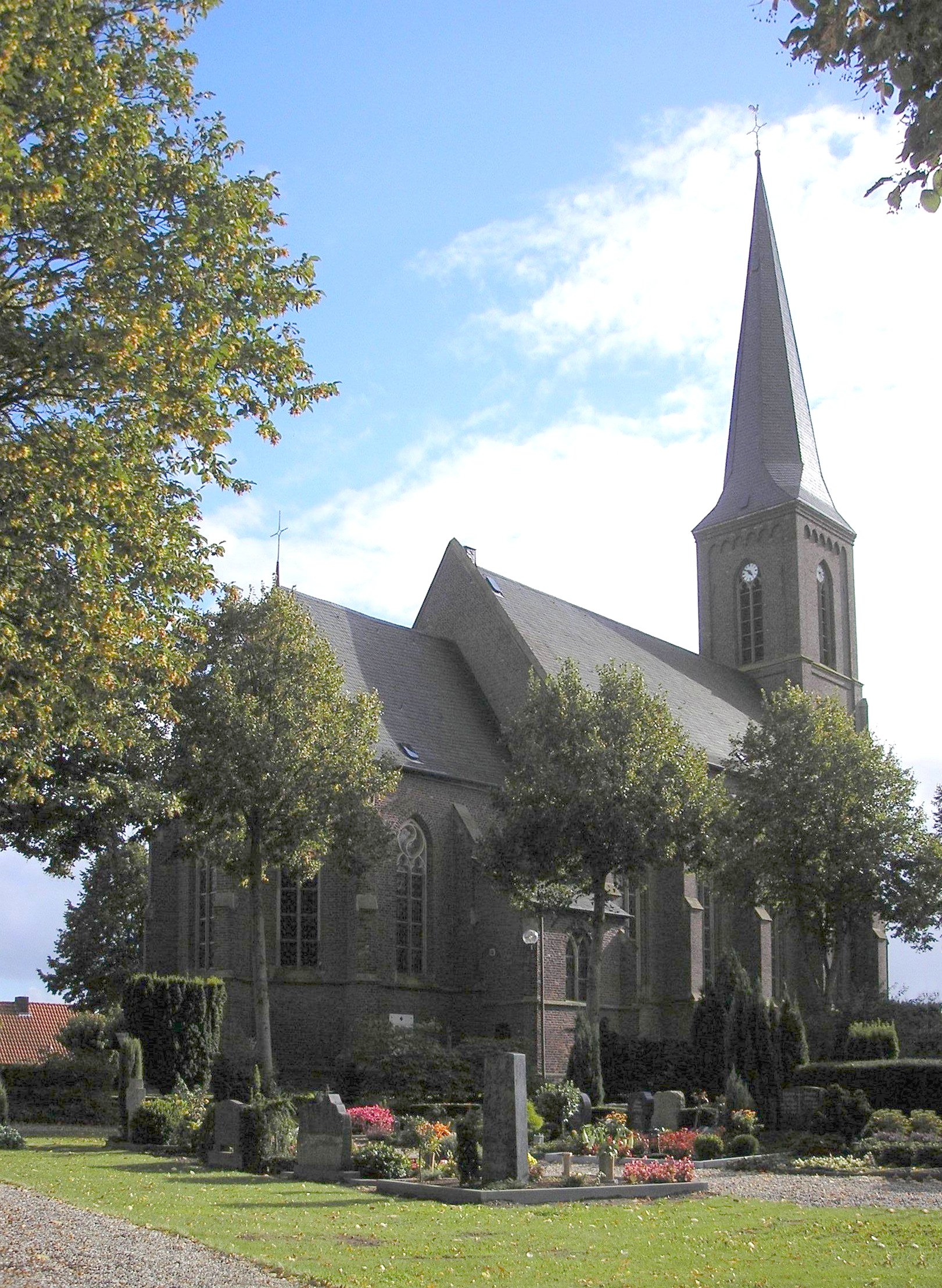
Kirche St. Martinus

Die katholische Pfarrkirche St. Martinus ist eine einschiffige, neogotische Backsteinkirche im Zentrum der Gemeinde Qualburg bei Bedburg-Hau am Niederrhein. Die Kirche St. Martinus erhebt sich auf der Kuppe einer 17 Meter hohen, alluvialen Düne und markiert heute das mutmaßliche Zentrum des römisch-fränkischen Siedlungsplatzes Quadriburgium.

## Baugeschichte
Das Gründungsdatum der Martin von Tours geweihten Kirche ist unbekannt. Graf Arnold I. von Kleve schenkte 1143 das Gebäude dem Prämonstratenserstift Bedburg. Das mittelalterliche Bauwerk wurde 1888 abgebrochen und bis 1890 als einschiffigen Backsteinbau im neugotischen Stil neu errichtet. Erhalten blieb nur der gotische Chor, der aus dem 15. Jahrhundert stammt.

### Archäologie
Bei Ausgrabungen wurden unter St. Martinus ältere, bislang undatierte Fundamente gefunden. Auch wurde ein beraubtes, fränkisches Plattengrab aus dem 7. Jahrhundert entdeckt. Neben zwei Keramikgefäßen gehörte eine durchbrochene Greifenschnalle zum noch erhaltenen Inventar. Zwei von vier vermutlich früheren Grabplatten, die ebenfalls unter der Kirche gefunden wurden, überliefern die germanischen Namen „Alfruc“ und „Gerhard“. Die Bestattung an der Martinuskirche weist auf eine erhalten gebliebene, romanische Tradition im frühmittelalterlichen Qualburg hin.

## Ausstattung
Zum Inventar der Kirche zählt ein Taufbecken aus dem 14. Jahrhundert, der aus Namur–Kalkstein gefertigt ist. Eine Holzskulptur der heiligen Maria aus dem frühen 15. Jahrhundert zeigt deutliche Pariser Einflüsse höfischen Handwerks.
Im Hochaltar wurden drei ornamentierte Memoriensteine aus dem 10. Jahrhundert sowie ein Stein aus fränkischer Zeit verbaut.
Der spitze Kirchturm ist 58 m hoch.

## Denkmalschutz
Der Bereich der Kirche ist ein Bodendenkmal nach dem Gesetz zum Schutz und zur Pflege der Denkmäler im Lande Nordrhein-Westfalen (Denkmalschutzgesetz – DSchG). Nachforschungen und gezieltes Sammeln von Funden sind genehmigungspflichtig, Zufallsfunde an die Denkmalbehörden zu melden.